# Allobates craspedoceps
Allobates craspedoceps är en groddjursart som först beskrevs av William Edward Duellman 2004.  Allobates craspedoceps ingår i släktet Allobates och familjen Aromobatidae. Inga underarter finns listade i Catalogue of Life.